# Estilo severo

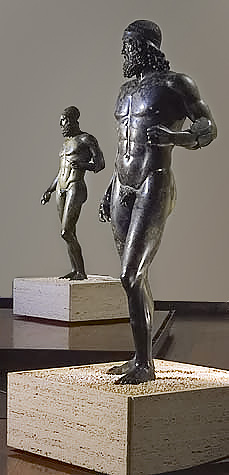
Bronces de Riace, original griego. Museo Nacional de Magna Grecia.

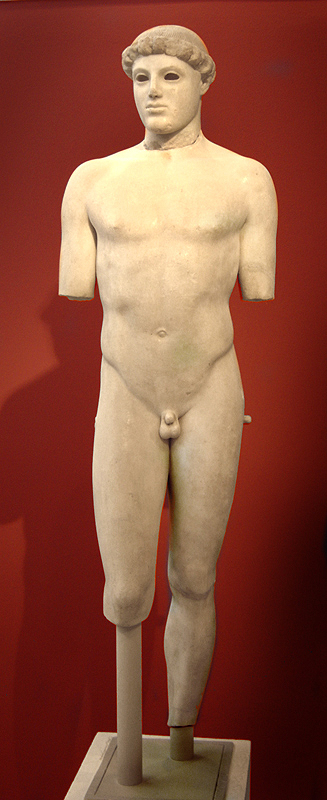
Efebo de Critio, Museo de la Acrópolis de Atenas. El torso fue hallado en 1865 en las excavaciones del antiguo Museo de la Acrópolis, mientras que la cabeza lo fue 23 años más tarde, entre el museo y el sur de la Acrópolis, lo que permitió datarla con relación a la destrucción del conjunto monumental durante las Guerras Médicas. Atribuida a Critio, uno de los escultores de los Tiranicidas, manifiesta un conjunto de innovaciones críticas en la transición de los kuroi arcaicos y el canon policlético posterior (contrapposto).

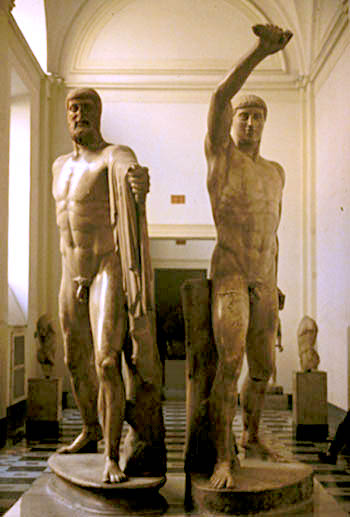
Los Tiranicidas, c. 477 a. C.. Copia romana. Museo Arqueológico de Nápoles.

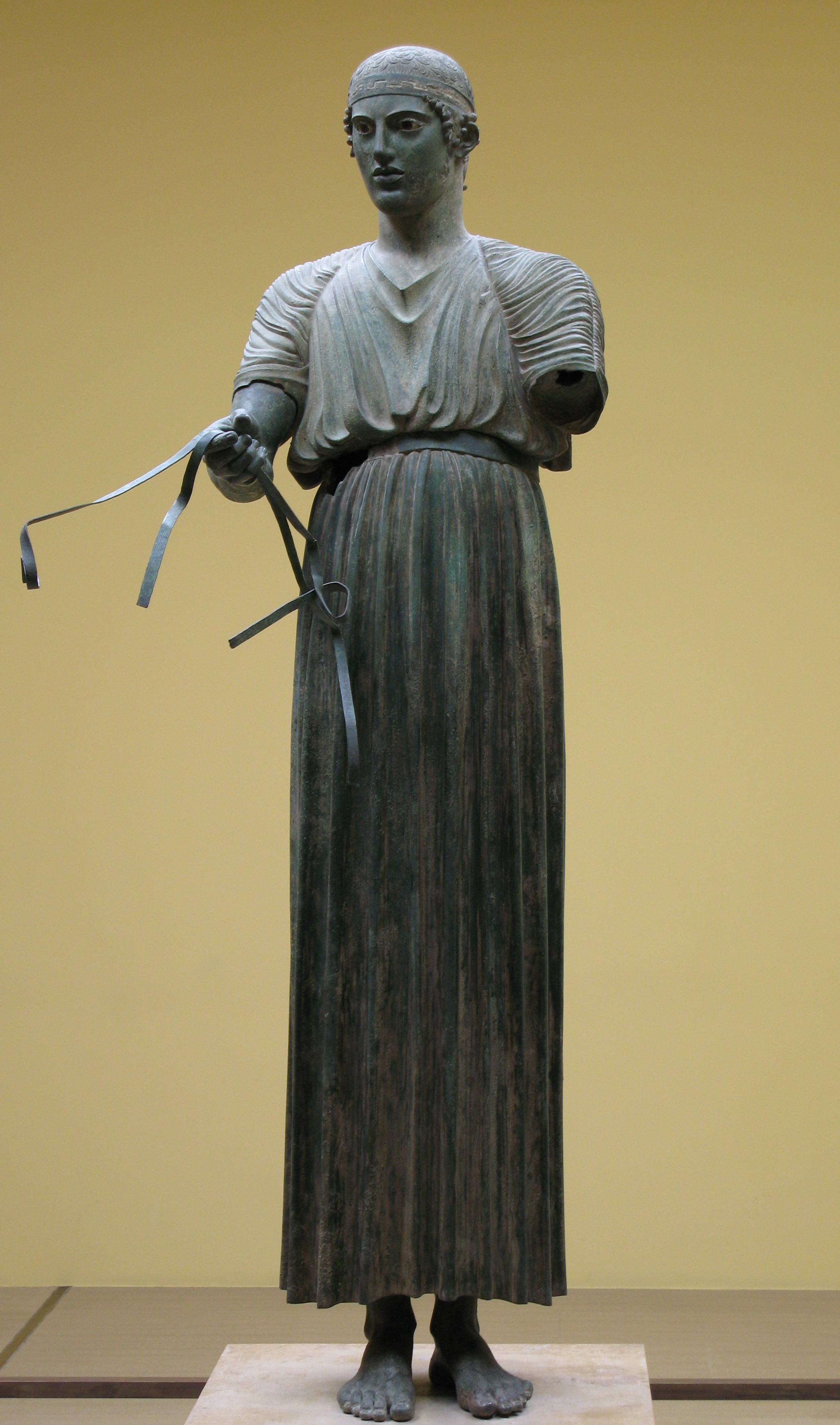
Auriga de Delfos, 474 a. C.Museo Arqueológico de Delfos.

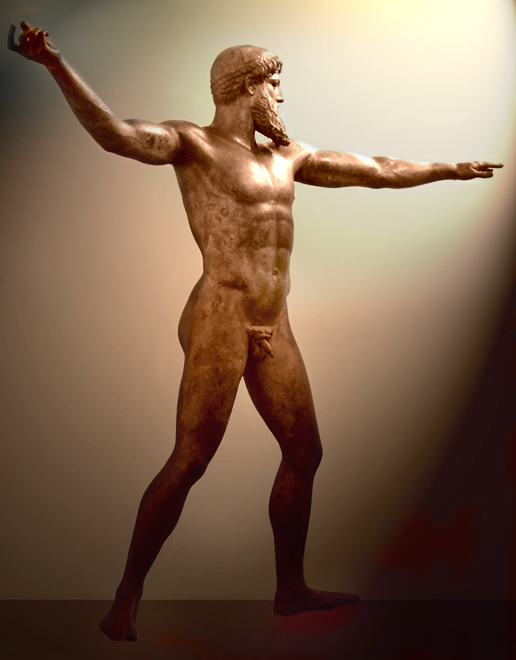
Dios del cabo Artemisio, c. 460 a. C., Museo Arqueológico Nacional de Atenas.

El Estilo severo, estilo clásico temprano o estilo arcaico final, es el estilo de la escultura griega correspondiente a la primera mitad del siglo V a. C. (entre 490 a. C. y 450 a. C.). Marca la ruptura entre las formas canónicas del período arcaico anterior y la transición al vocabulario y expresión grandemente expandidos del periodo clásico de mediados de siglo. Fue un "estilo internacional" compartido por las diferentes polis de la Hélade, y abarcó una gran variedad de géneros: escultura en bronce de bulto redondo (desde estatuillas hasta grandes formatos, de escala superior al tamaño natural), estelas, y relieves arquitectónicos. El estilo logró quizá su culmen con la serie de los trabajos de Hércules representada en las metopas del templo de Zeus en Olimpia:

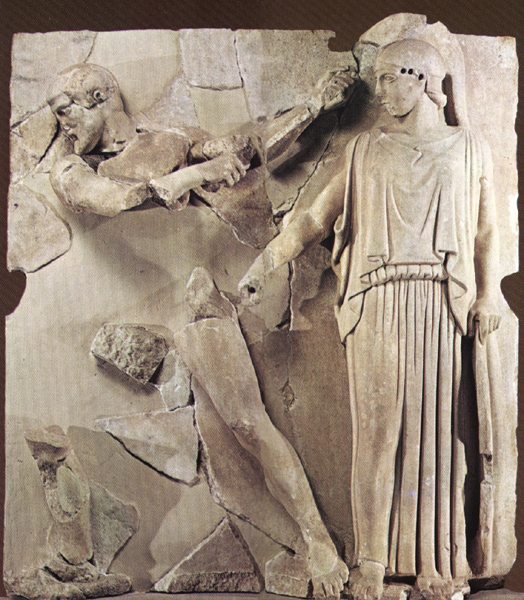
Los establos de Augías.
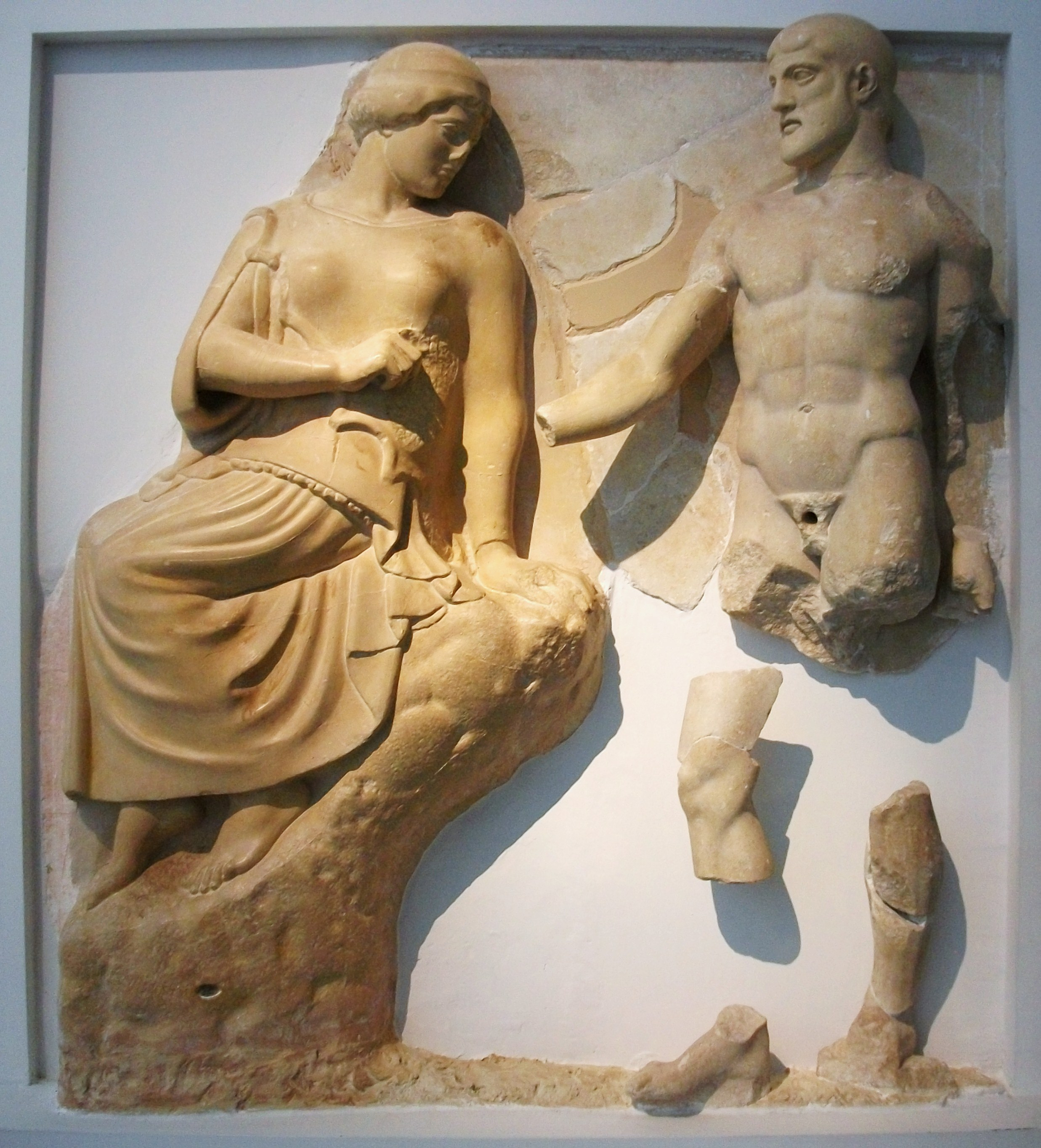
Los pájaros del Estínfalo.
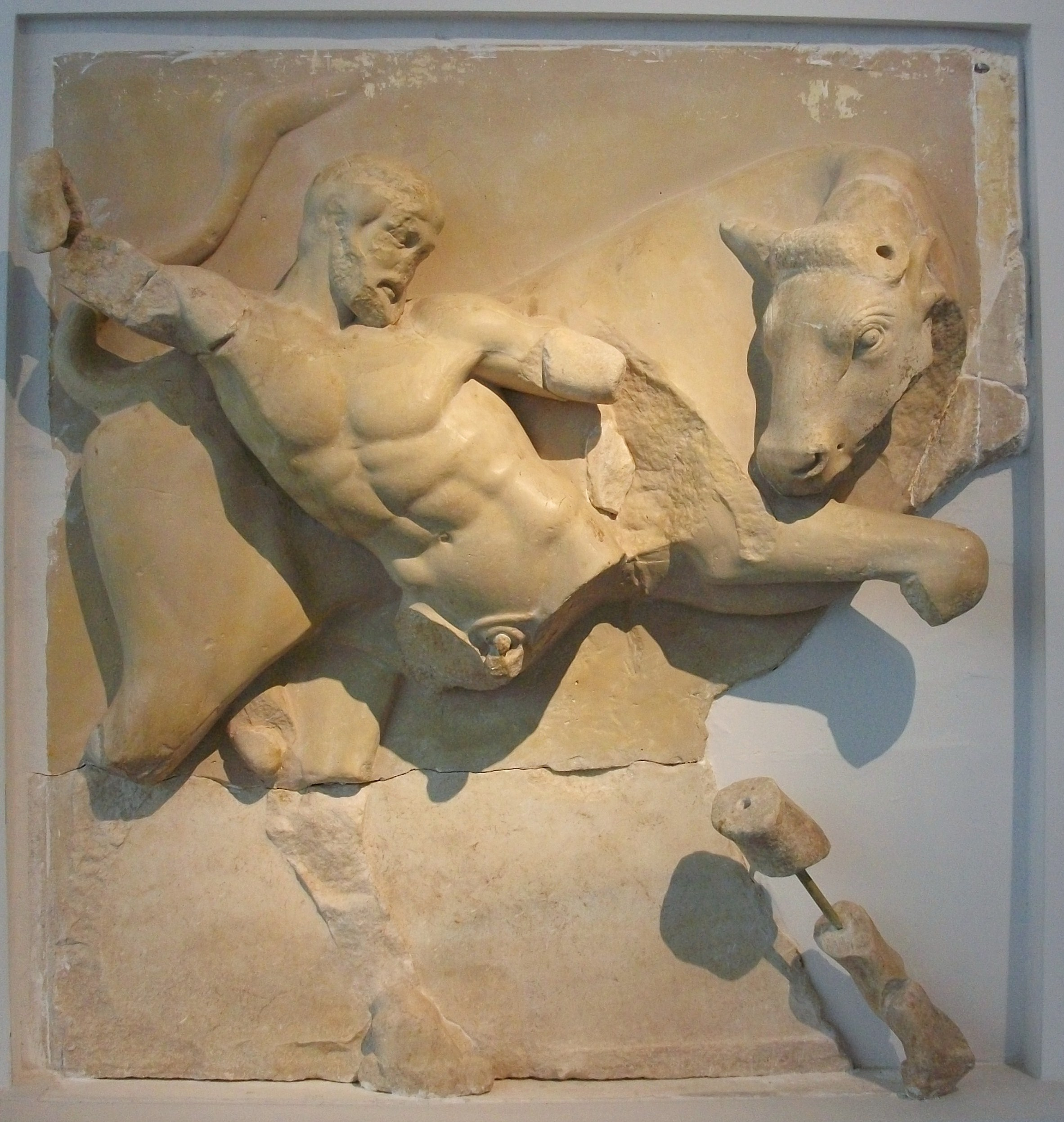
El toro de Creta.
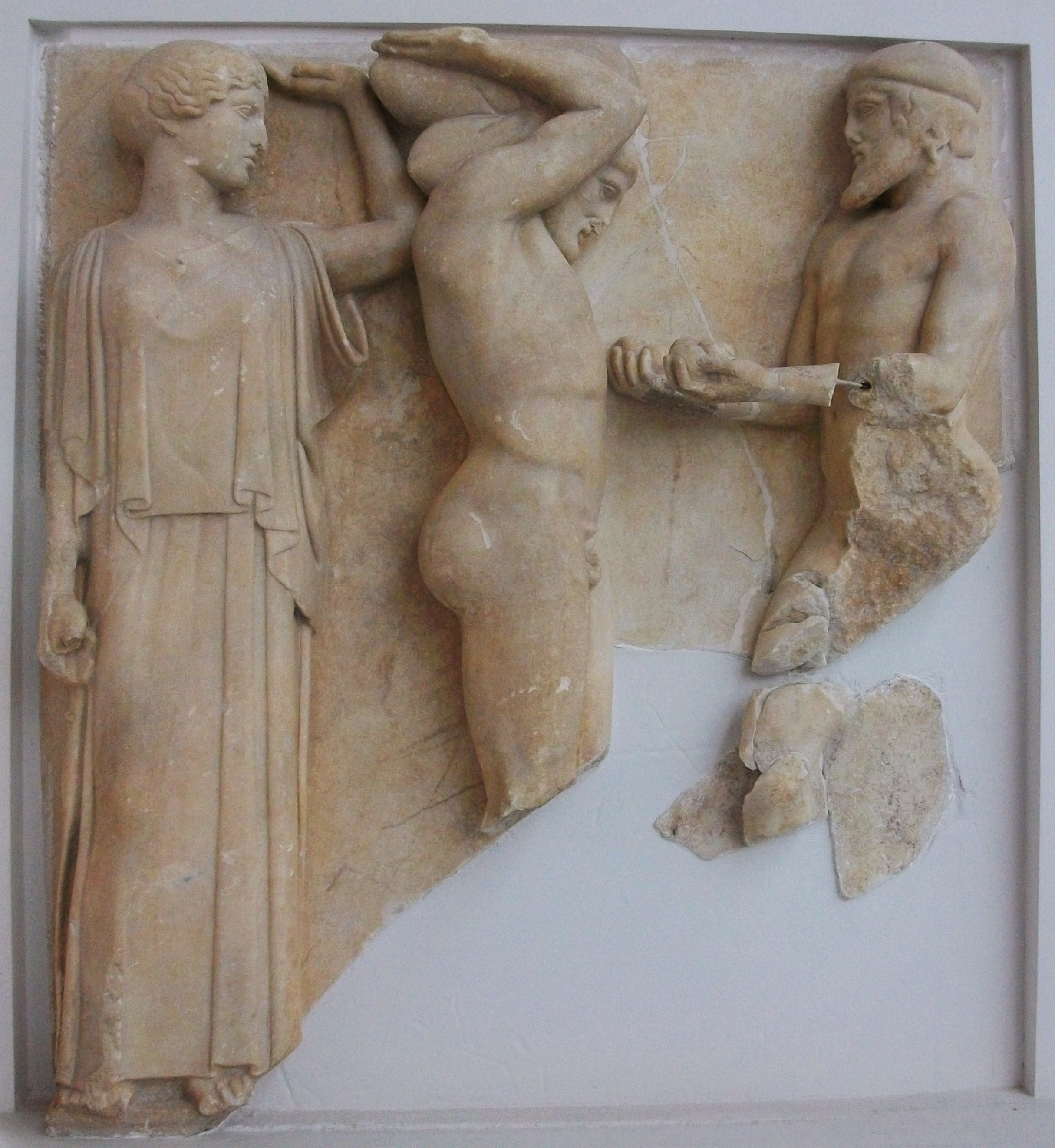
Las manzanas de las Hespérides.

El término fue acuñado por primera vez por Gustav Kramer en su obra Über den stil und die Herkunft der bemalten griechischen Tongefässe (1837, Berlín) en referencia a la primera generación de pintores de la cerámica de figuras rojas. Desde el estudio de Vagn Poulsen Der strenge Stil (1937) el término se asocia casi exclusivamente con la escultura.

## Desarrollo
No hay una cronología firmemente establecida para el estilo severo, datándose aproximadamente a comienzos del siglo V antes de Cristo. Por tanto, su primera aparición es objeto de conjetura, proponiéndose distintas fechas entre el año 525 a. C. y el 480 a. C..
La única excepción a esta regla general de incertidumbre es el Grupo de Los Tiranicidas esculpido por Critio y Nesiotes (datado por una inscripción en el año 477/6 antes de Cristo) y que reemplazó al bronce creado por Antenor en 514 para conmemorar a los asesinos del tirano Hiparco. Solo se conocen copias romanas, que preservan las poses y los rasgos faciales que mantienen el familiar aire arcaico, y los combinan con un nuevo tratamiento de múltiples puntos de vista, concepto de las masas y la observación anatómica que la distingue como una de las obras atenienses del estilo severo o de transición. Otro es el efebo de Critio c. 480 a. C. cuya distribución del peso sobre una pierna, mientras mantiene bajada la cadera derecha, y cuya inclinación de cabeza y hombros; exceden las fórmulas de los últimos kuroi arcaicos, marcando un avance hacia el mayor naturalismo e individualización de los kuroi clásicos, como indica  Brunilde Sismondo Ridgway: "no es tanto un tipo sino un sujeto".
Los destrozos de las guerras médicas y las leyes suntuarias de Solón provocaron que muy poca escultura se produjera en Atenas en la primera mitad del siglo V antes de Cristo. En vez de ella hay que dirigirse a otras polis para trazar el desarrollo del estilo severo. Se observan las características generales del periodo en su mayor obra maestra: el Templo de Zeus en Olimpia, cuyas obras se atribuyen a un Maestro de Olimpia. Allí se encuentra una simplicidad de formas, especialmente en los ropajes, y una ausencia de decoración, una sensación de peso, tanto en la gravidez del cuerpo como en la plasticidad del peplo. Por supuesto que en esta época se avanza desde el uso del quitón dórico hacia el peplo jónico, cuyo drapeado y caída irregular expresa mejor el contorno del cuerpo subyacente. También se observa en las figuras del frontón del templo la sutil sonrisa típica de la época, en la que el labio superior se proyecta un poco sobre el inferior, y se da un volumen diferente a las cejas. La clara diferencia con la sonrisa arcaica del siglo VI antes de Cristo quizá puede sugerir el surgimiento del pathos propio de la época posterior. Hay una experimentación de la expresión de la emoción en las metopas del templo, que ilustran los trabajos de Hércules, y que no se continuó más adelante en el arte clásico.
Artistas severos cuyos nombres nos han llegado, además de Critio y Nesiotes, son Pitágoras (homónimo de Pitágoras el matemático, y como este, también natural de Samos), Cálamis y sobre todo Mirón. Este último, nativo de Eleuthera, evolucionó más tarde al estilo clásico que se conforma en las décadas centrales del siglo, y es el autor de dos esculturas que han sobrevivido gracias a copias: el Discóbolo de Mirón y el grupo de Atenea y Marsias. Ambas son de composición original, plasmando varias de las características principales del estilo severo, en su sensación de momento dramático, su ritmo y el equilibrio de las masas y la encarnación de los sentimientos a través del gesto.
Cuál fuera la causa de que esta tendencia al naturalismo emergiera a comienzos del siglo V en el arte griego, ha sido un asunto de gran especulación (respuesta al despertar de un sentido del individuo, de un nuevo espíritu más libre, de un "descubrimiento de la mente", de innovaciones legislativas, etc.).

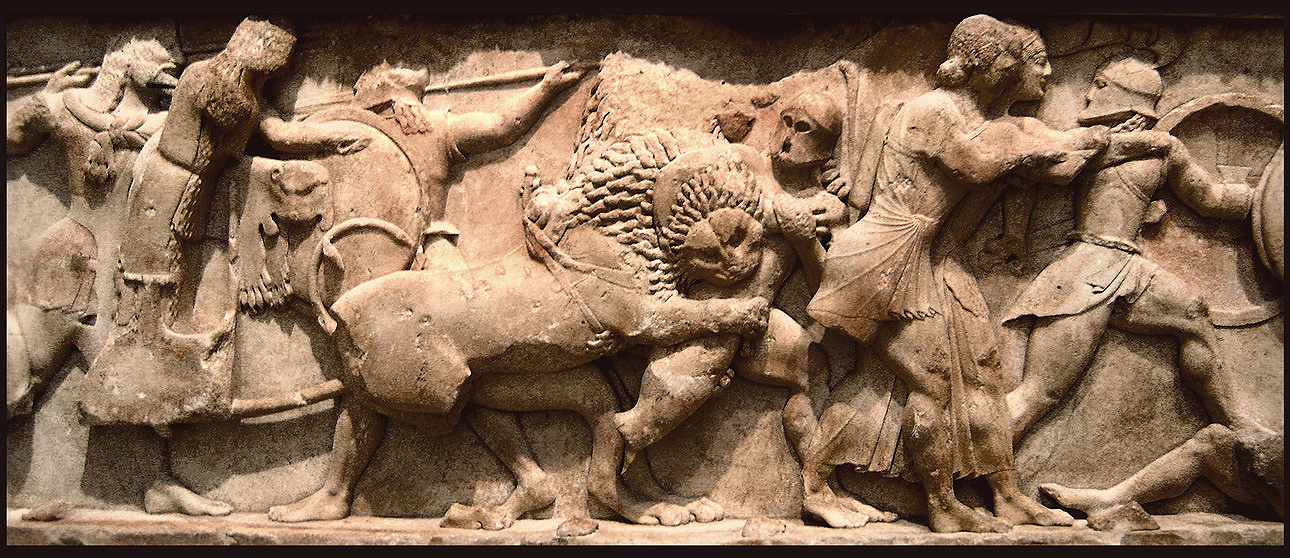
Friso arcaico tardío con la Gigantomaquia, del Tesoro de los sifnios, ca. 525 a. C. Museo Arqueológico de Delfos.

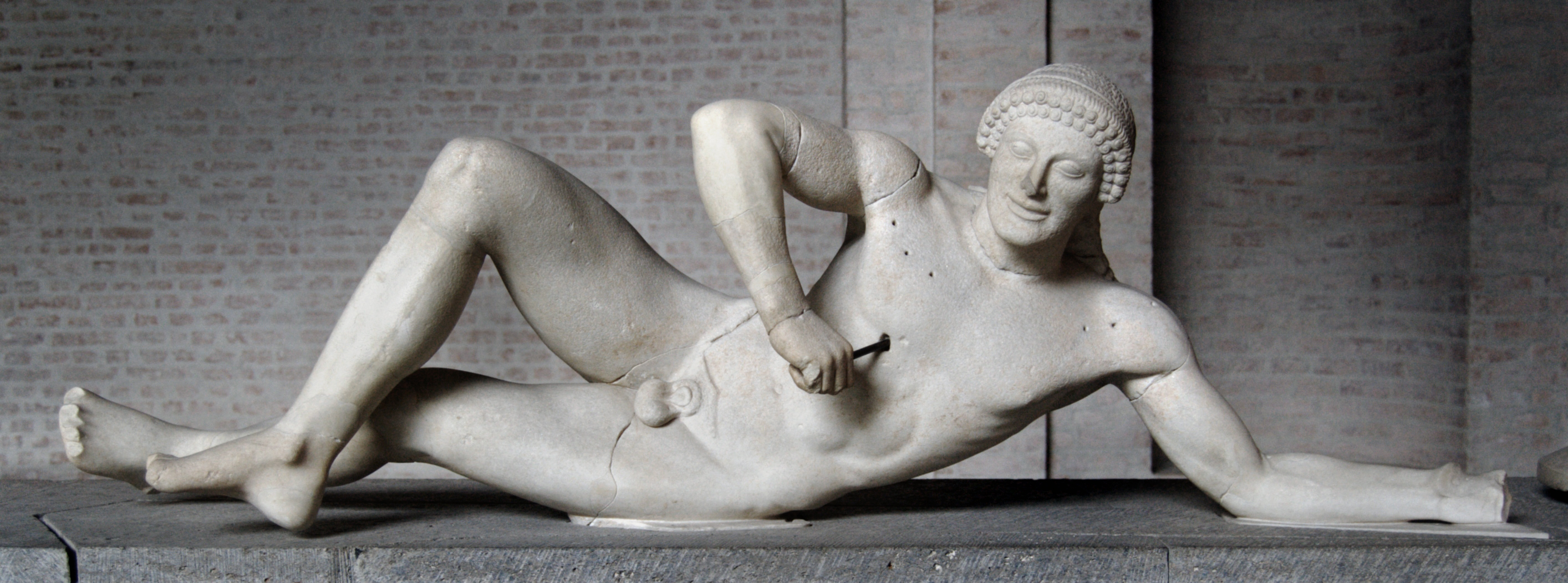
Guerrero del Templo de Afaya, frontón oeste, ca. 505-500 a. C. Gliptoteca de Múnich. Ejemplo precursor del estilo severo.

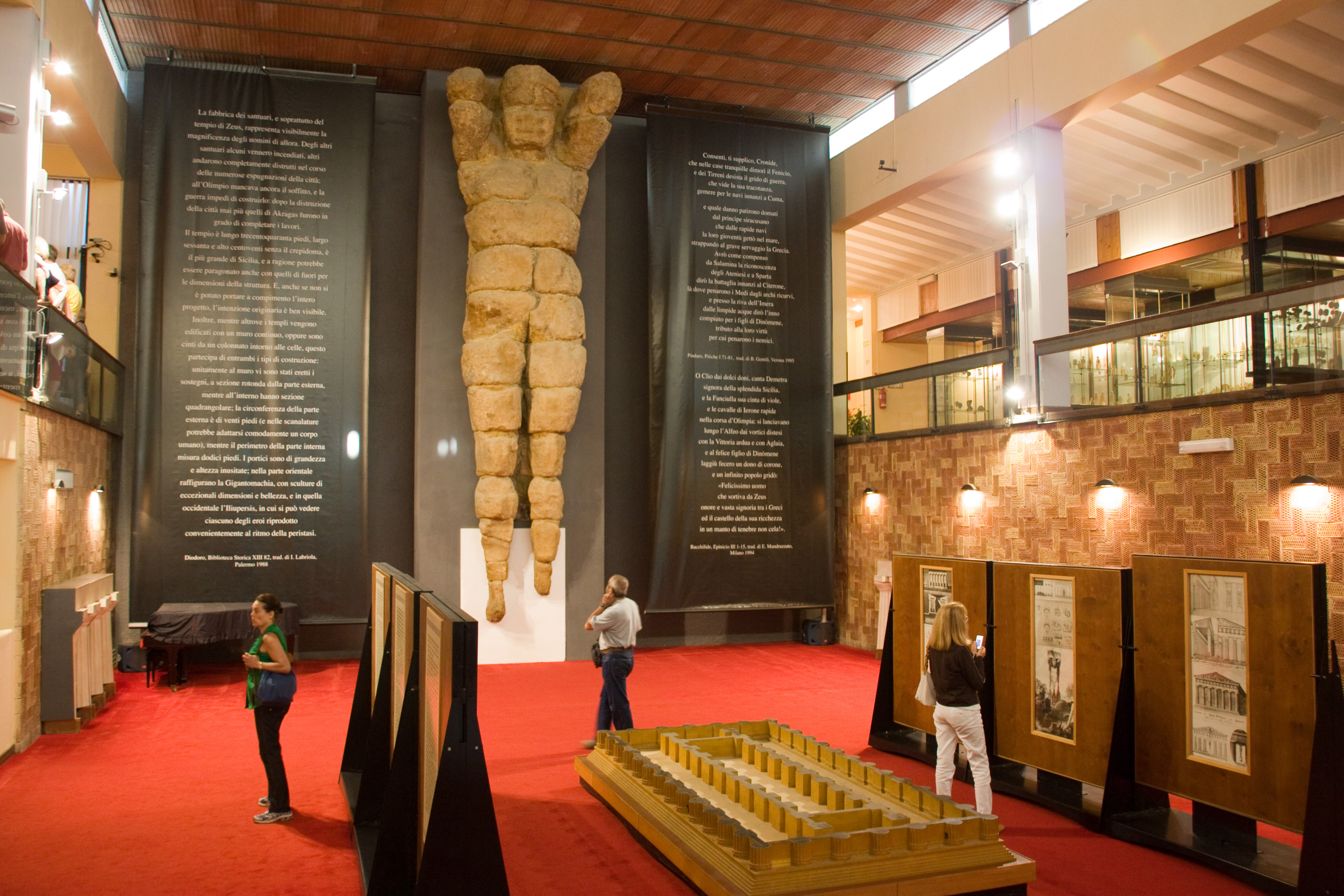
Atlante de Agrigento. Museo Arqueológico de Agrigento. Es uno de los atlantes o telamones de 7,65 metros que se situaban, sin función estructural, en los intercolumnios del Templo de Zeus Olímpico (Agrigento), en el Valle de los Templos (donde se conserva otro derribado en el suelo). El templo se construyó para agradecer a Zeus la victoria griega frente a Cartago en la batalla de Himera (480 a. C.)

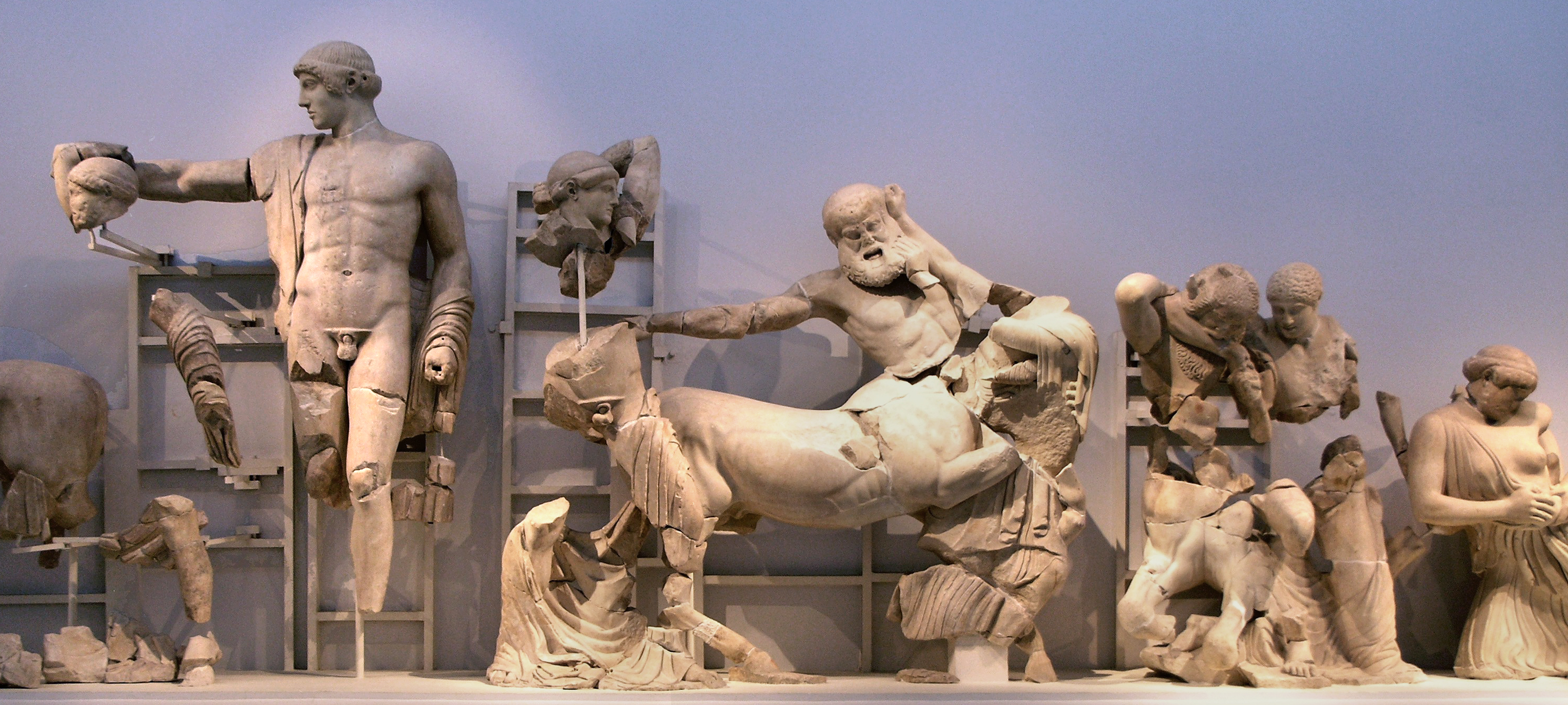
Maestro de Olimpia: Parte del frontón oeste del Templo de Zeus en Olimpia, ca. 470-457 a. C. Museo Arqueológico de Olimpia. La figura central, el Apolo de Olimpia, se considera un ejemplo mayor de estilo severo plenamente expresado.

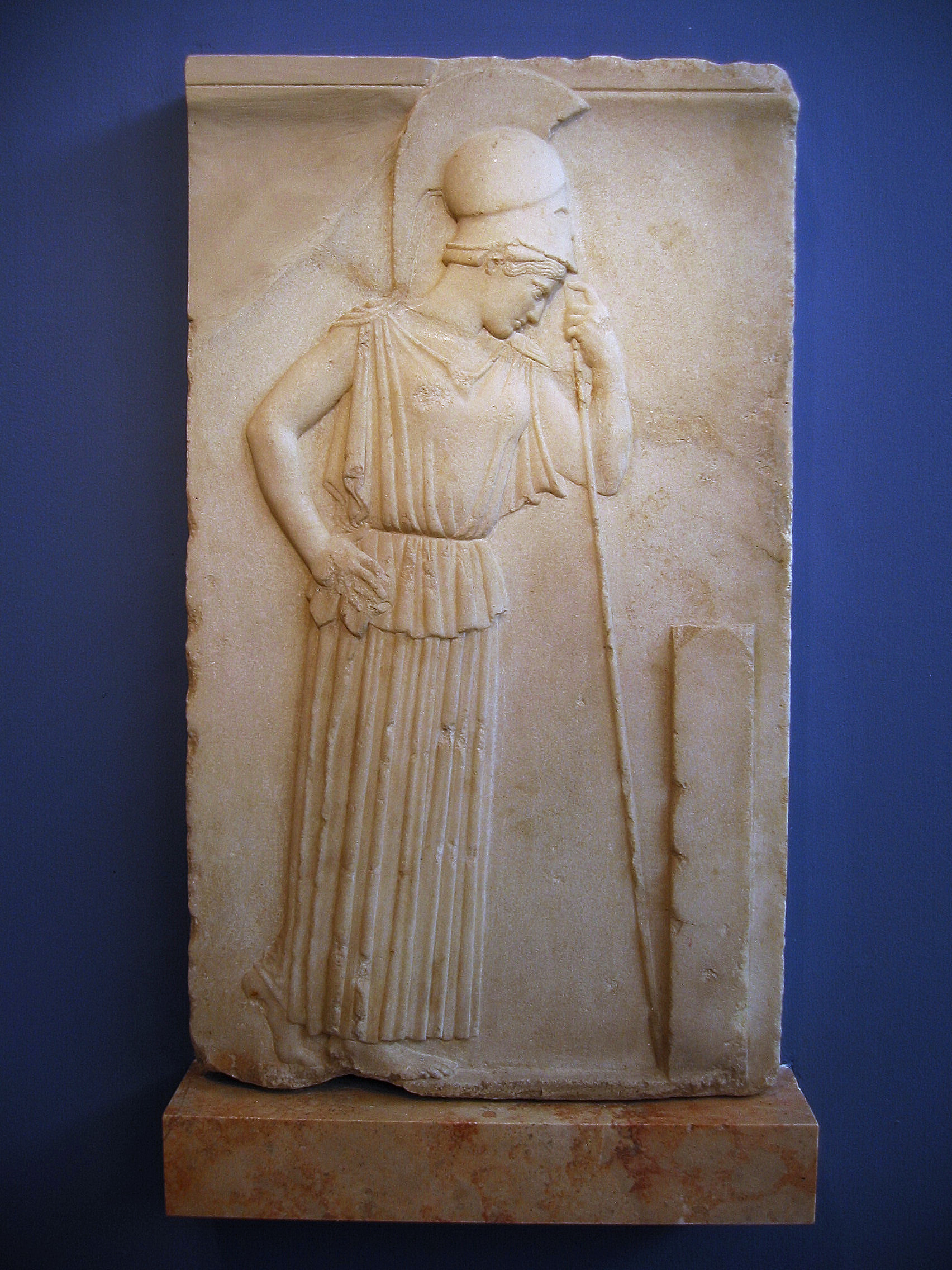
Atenea contemplativa, ca. 460-450, Museo de la Acrópolis de Atenas. Vestida con peplo ático y casco corintio, se apoya en la lanza para contemplar, ligeramente inclinada, una estela rectangular, que se ha interpretado como una estela funeraria o como el hito que señala el límite de un templo. Museo de la Acrópolis de Atenas.

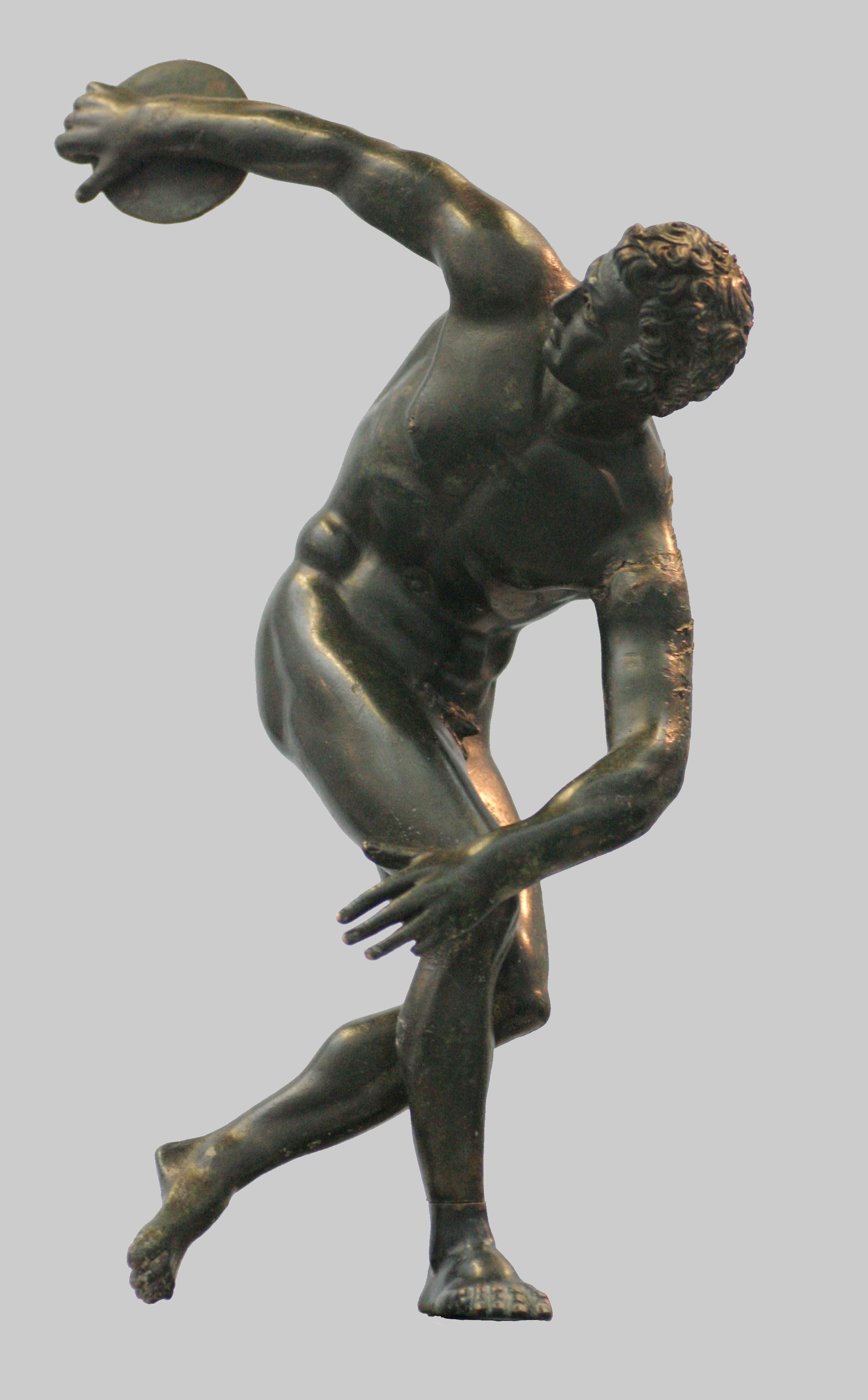
Discóbolo de Mirón, ca. 460-450. Copia romana reducida del. Gliptoteca de Múnich.

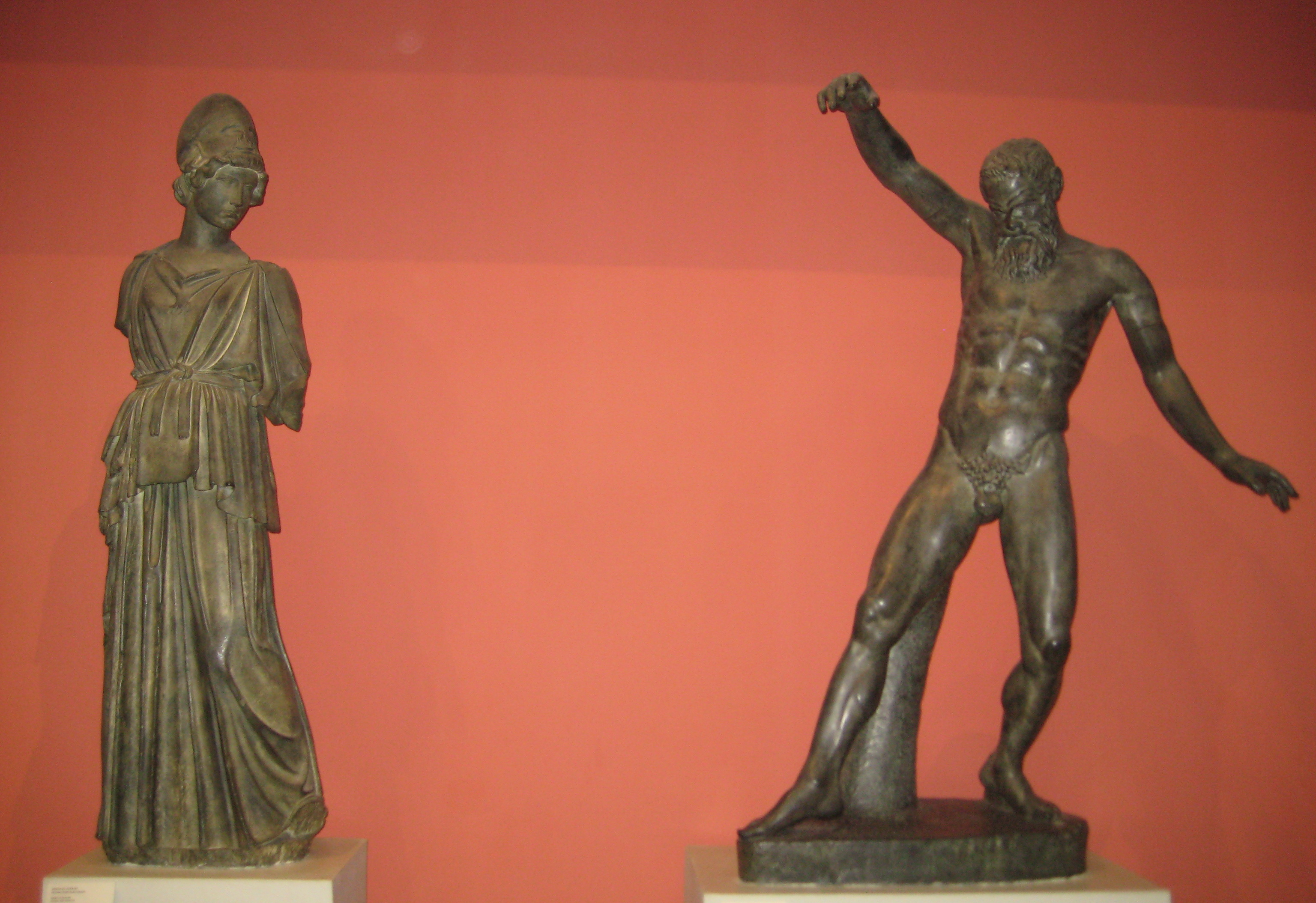
Atenea y Marsias, de Mirón ca. 450 a. C. (copias del Museo Pushkin). La consecución de las características propias del estilo clásico está ya muy acabada, sobre todo en la dinámica pose de Marsias, pero es evidente la similitud de esta Atenea con el relieve denominado Atenea pensativa.

## Obras
Se relacionan las obras pertenecientes al estilo severo o localizables en la época, en su caso con su datación y la catalogación el museo donde se encuentran. Todas las fechas son antes de Cristo. La abreviatura "ca." (circa), indica que la datación es una aproximación estimada. Cuando lo que se conserva es una reproducción antigua (habitualmente de época romana), se indica ("copia"); añadiendo cuando es posible la estimación de la fecha a la que se remontaría el original ("orig.")

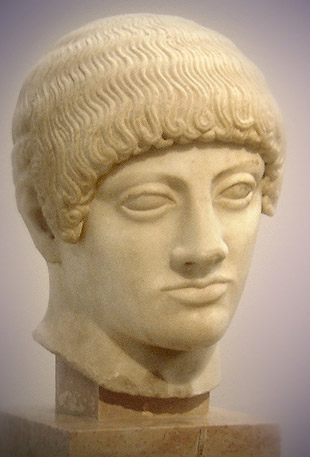
Efebo Rubio o Kuros rubio, ca. 490-480 a.C., Museo de la Acrópolis de Atenas. Fue encontrada junto con parte de la pelvis, al noreste de la Acrópolis de Atenas en 1923. La representación estereotipada de los rizos del pelo son un rasgo arcaico. Ha sido atribuido a la generación de maestros de Fidias (Hegias de Atenas o Ageladas de Argos). El nombre de rubio se debe a los restos de policromía que se han conservado.
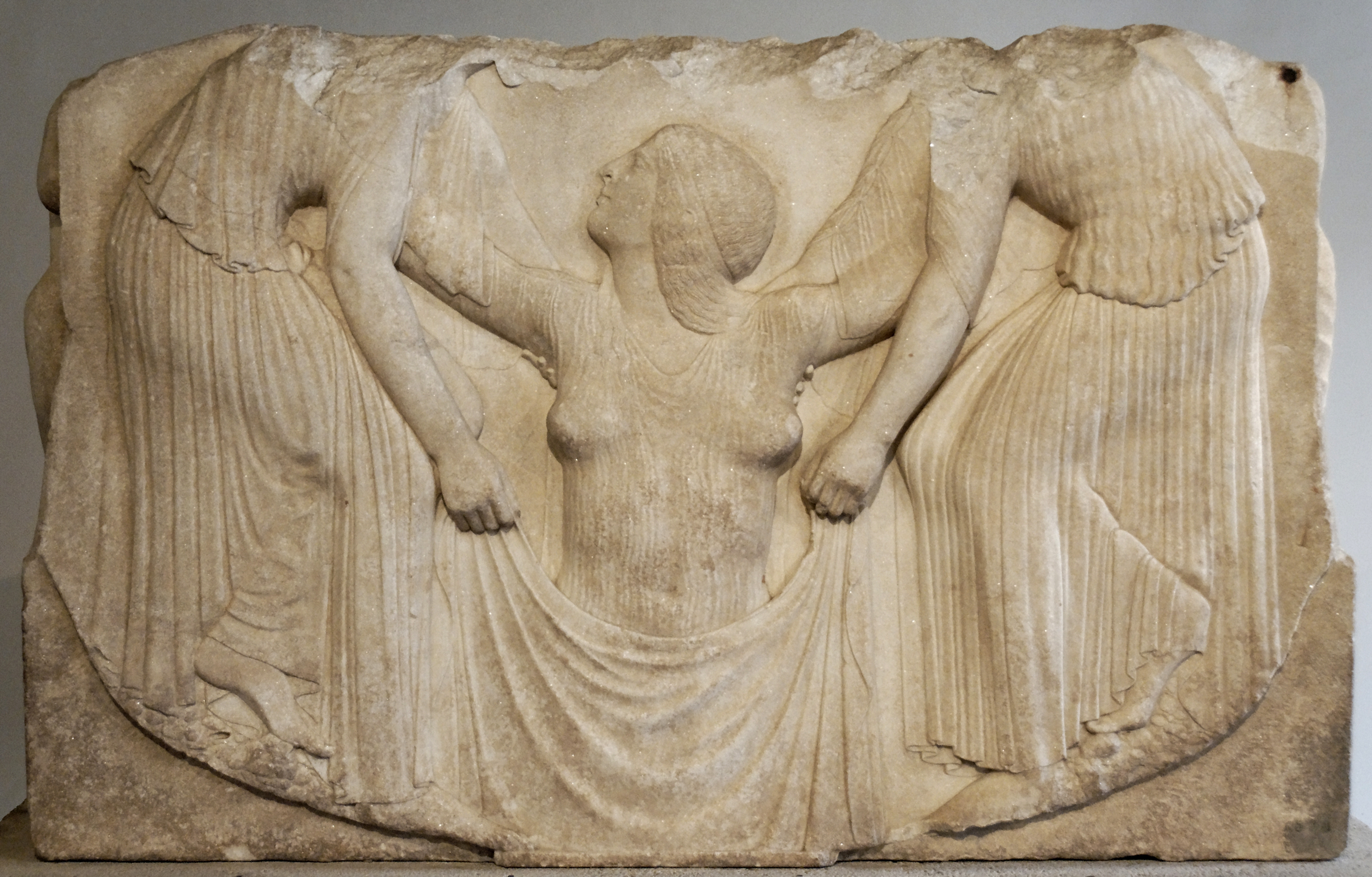
Trono Ludovisi, ca. 460 a.C., Museo Nacional Romano.
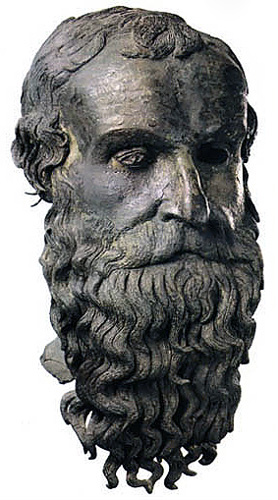
Cabeza de filósofo[14] (en italiano Testa del filosofo). También conocida como Filósofo de Porticello o Cabeza de Porticello, por el lugar donde se halló. Datada actualmente ca. 460-450 a.C., Museo Nacional de Magna Grecia. Su naturalismo hizo que inicialmente fuera datada en el periodo helenístico e identificada con el retrato de un filósofo cínico.
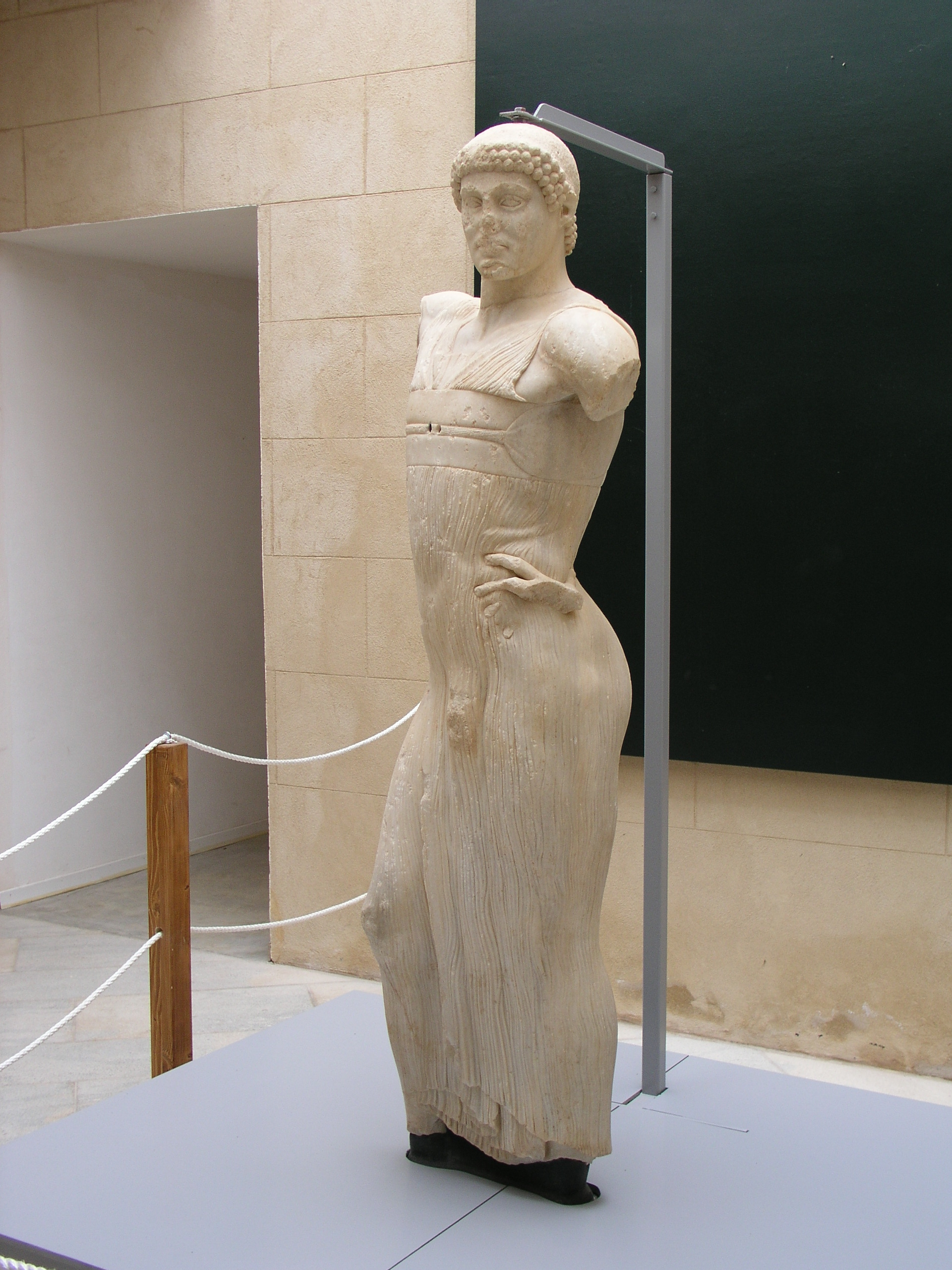
Auriga o Efebo de Motia, ca. 460-450 a.C. Según la hipótesis más acreditada, sería una representación del dios fenicio-púnico Melkart sincretizado en el panteón grecorromano como Hércules.
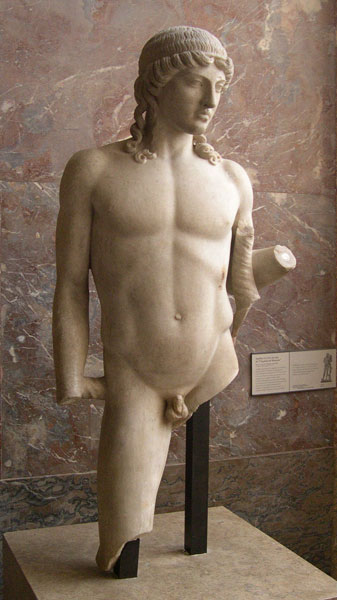
Apolo de Mantua,[16] copia del siglo I ó II después de Cristo (Museo del Louvre) de un original del segundo cuarto del siglo V a.C. (475-450 a.C.) atribuido a distintos escultores (como Hegias de Atenas, el maestro de Fidias). Se ha señalado su similitud a modelos posteriores, de Policleto, aunque sus rasgos son más arcaicos.

- Kuros de Critio o Efebo de Critio ca. 490-80 a. C. (Atenas 3938)
- Kuros rubio, Efebo rubio o Cabeza rubia de kuros de la Acrópolis ca. 480 a. C. (Atenas 689)
- Koré de Eutídico, ca. 490 a. C.
- Frontón del Templo de Afaya en Egina a. C.
- Atleta Aderno[17]
- Metopas del templo E[18] de Selinunte, ca. 470 a. C.
- Zeus de Dodona[19]
- Auriga o Efebo de Motia a. C.
- Herma de Píndaro a. C.
- Hestia Guistiniani[20]
- Cabeza de bronce ca. 460 a. C. (Atenas 6590)
- Atleta de bronce ca. 470 a. C. (Mt Holyoke Coll. BOI.I.1926)
- Atleta de bronce que sostiene una pelota ca. 460 a. C. (Berlín misc.8089)
- Koré de Xanthos[21] ca. 460 (Londres B318)
- Penélope de Persépolis ca. 460 a. C. Teherán[22]

- Cabeza de Penélope (copia de la anterior) (Copenhague 1944)
- Reconstrucción de la anterior (aunque con una cabeza errónea) Vaticano 754

- Victoria de Faros[23] (Paros Nike) ca. 470-60 a. C.
- Esfinge de Egina, ca. 460
- Grupo de Zeus y Ganímides[24]
- Herma de Temístocles
- Discóbolo de Mirón
- Estela de Alxenor[25]
- Atenea de Egina o Atenea Vogüe, cabeza de mármol, ca. 460-50 a. C. (París 3109)[26]
- Atenea contemplativa, estela, ca. 460 a. C.
- Atenea de la Acrópolis (las de Fidias, de bulto redondo y gran tamaño, son de cronología posterior a la época del estilo severo: Atenea Pártenos -crisoelefantina-, después del 447 a. C., Atenea Lemnia -bronce-, después del 450 a. C.)
- Atenea Giustiniani[27] (la datación parece ser posterior a la época del estilo severo: finales del siglo V o comienzos del IV a. C., y por su tipología es similar a la Atenea Velletri, de Kresitas, ca. 430 a. C.)
- Auriga de Delfos, bronce, 474 a. C.
- Diosa de Tarento[28] o Perséfone entronizada ca. 460 a. C. (Museo de Pérgamo)
- Busto de hoplita, identificado quizá con Leónidas, ca. 475 a. C. (Atenas 3613)[29]
- Poseidón de bronce de Kreusis[30] ca. 460 a. C.(Atenas Br. 11761)
- Cabeza de bronce de Porticello,[14] Testa de Porticello o Filósofo de Porticello, ca. 460-450 a. C.(Reggio)
- Relieve de la Acrópolis ca. 480-70 a. C. (Acrópolis de Atenas 577)
- Relieve del Pasaje de las Teorías, Thasos ca. 470 a. C.(Louvre)
- Relieve del Banquete de Thasos ca. 460 a. C. (Estambul 578)
- Relieve metrológico ca. 460 a. C. (Oxford L.1.73)
- Estela de Nisyros[31] ca. 460-50 a. C.(Estambul 11)
- Tiranicidas
- Dios del cabo Artemisio
- Grupo de Atenea y Marsias[9]
- Templo de Zeus Olímpico (Olimpia)
- Apolo Choiseul-Gouffier[32]
- Bronces de Riace o Guerreros de Riace
- Apolo Omphalos[33]
- Estela Sounion, ca. 470 a. C. (Atenas)[34]
- Estela de la paloma[35]
- Estela Giustiniani
- Estela Borgia,[36] ca. 470 a. C. (Nápoles 98)
- Estela de Farsala o de Farsalos, ca. 470-60 a. C. (París 701)
- Estela de Falanna ca. 460 a. C. (Larisa)
- Estela Vonitsa,[37] ca. 460 a. C.(Atenas 735)
- Estela de Delfos, ca. 470-60 a. C.
- Estela de Egina, ca. 450 a. C.
- Estela de Tebas, ca. 480-70 a. C. (Boston 99.339)
- Trono Ludovisi, ca. 460 a. C. (Roma)
- Apolo Kassel[38] (copia romana en mármol -Kassel-) orig. ca. 460 a. C., identificable con un bronce de Fidias en la Acrópolis que Pausanias denominaba Apolo Parnopios ("saltamontes", por haberles librado de una plaga de langosta ese año)[39]
- Metopas del Partenón, cuya datación es discutida: quizá las metopas 13 a la 20 del lado sur provienen del Partenón II, Viejo Partenón o Partenón cimoniano[40] (denominado así por Cimón, mientras que el edificio actual es el Partenón de Pericles)[41]
- Cabeza Chatsworth,[42] ca. 460 a. C. (Londres)
- Apolo de Mantua[16] (copia) orig. ca. 460 a. C. (Nápoles 831)
- Apolo del Tíber[43] (copia) orig. ca. 450 a. C. (Termas de Roma 608)
- Eros Soranzo[44] (copia) orig. ca. 460 a. C. (San Petersburgo 85)
- Cabeza de Perseo (copia) Conservatori de Roma
- Herakles (copia) orig. ca. 450-40 a. C. (Oxford 1928)
- Peploforos Ludovisi[45] (copia) orig. ca. 470-60 (Termas de Roma 8577)
- Aspasia (copia) orig. ca. 460-50 a. C. (Berlín (E) K.166+167:605)
- Relieve Chiaramonti (copia) orig. ca. 470-60 a. C. (Vaticano)
- Torso de Livorno, bronce de 94 cm, ca. 500-452 a. C. Anteriormente una de las piezas más valoradas de la colección Médici (Tribuna degli Uffizi), actualmente en el Museo Arqueológico Nacional de Florencia.[46]

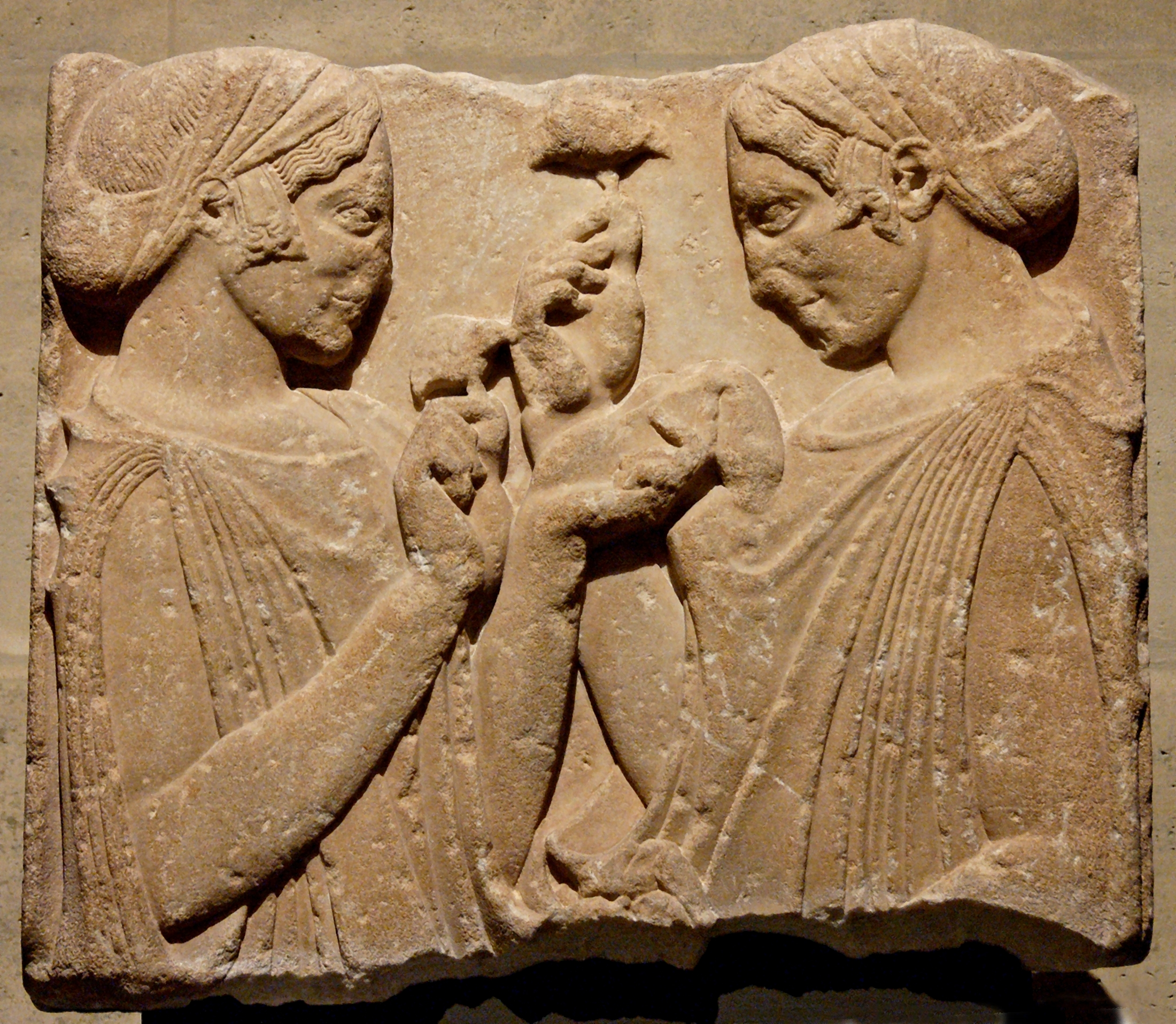
Estela de Farsala, ca. 470-60 a.C., Louvre.
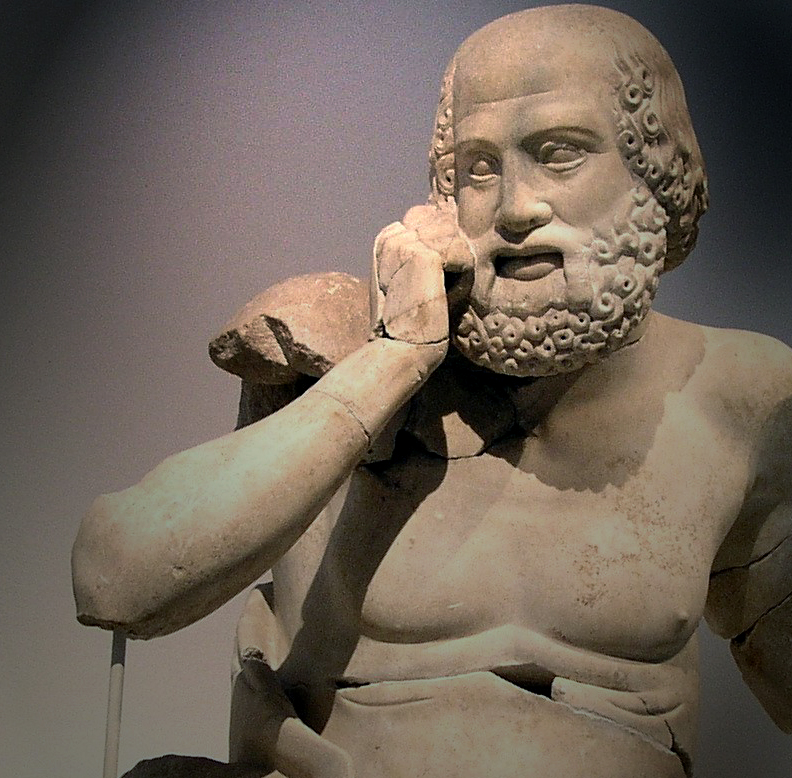
Detalle de la estatua de un vidente anciano del Templo de Zeus en Olimpia. Museo Arqueológico de Olimpia.
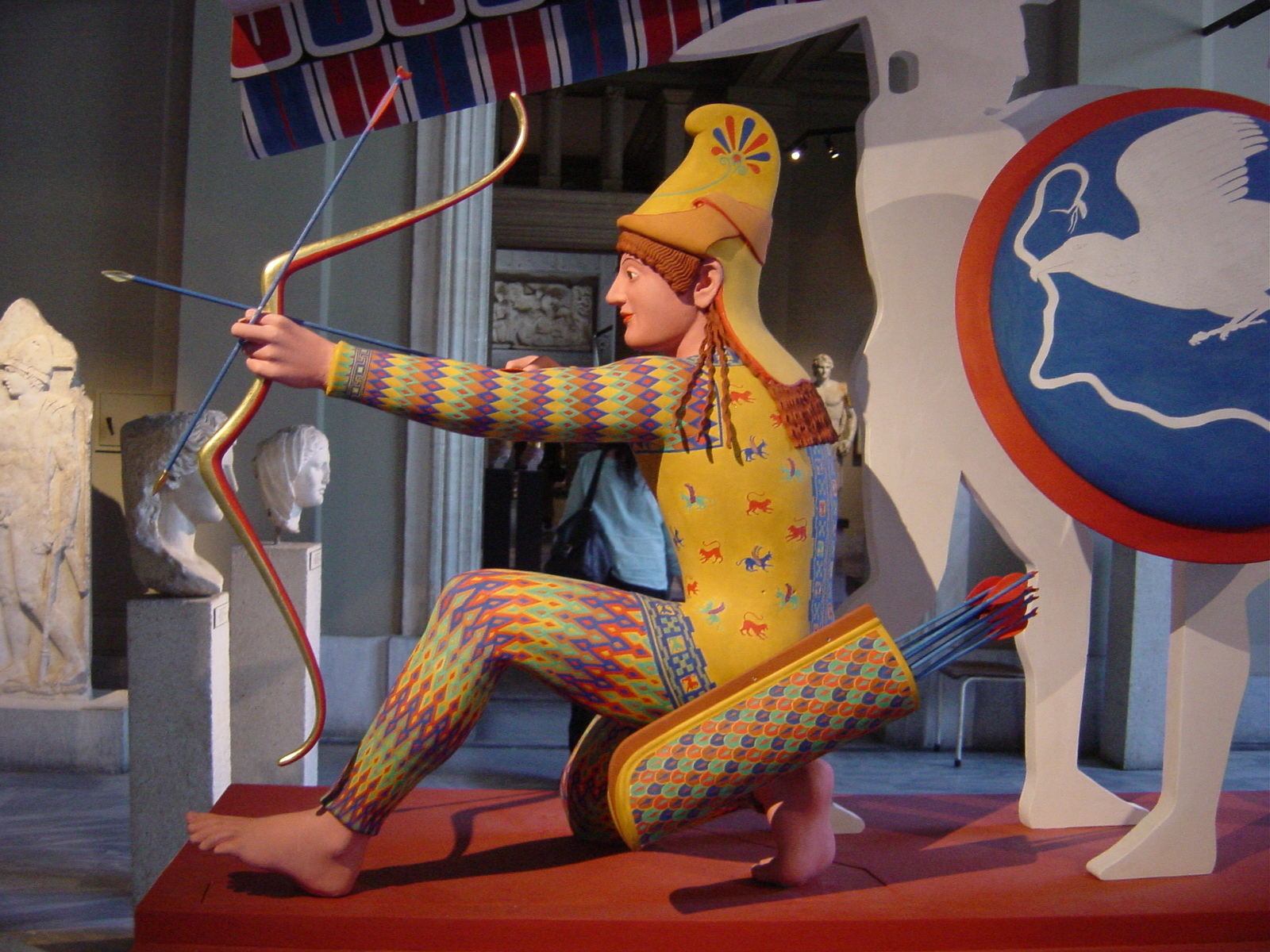
Muestra de la exposición Bunte Götter (Dioses Coloreados, Gliptoteca de Múnich, 2005). Copias de las estatuas del frontón oeste del Templo de Afaya, con la reconstrucción de la exuberante policromía que caracterizó la estética arcaica.
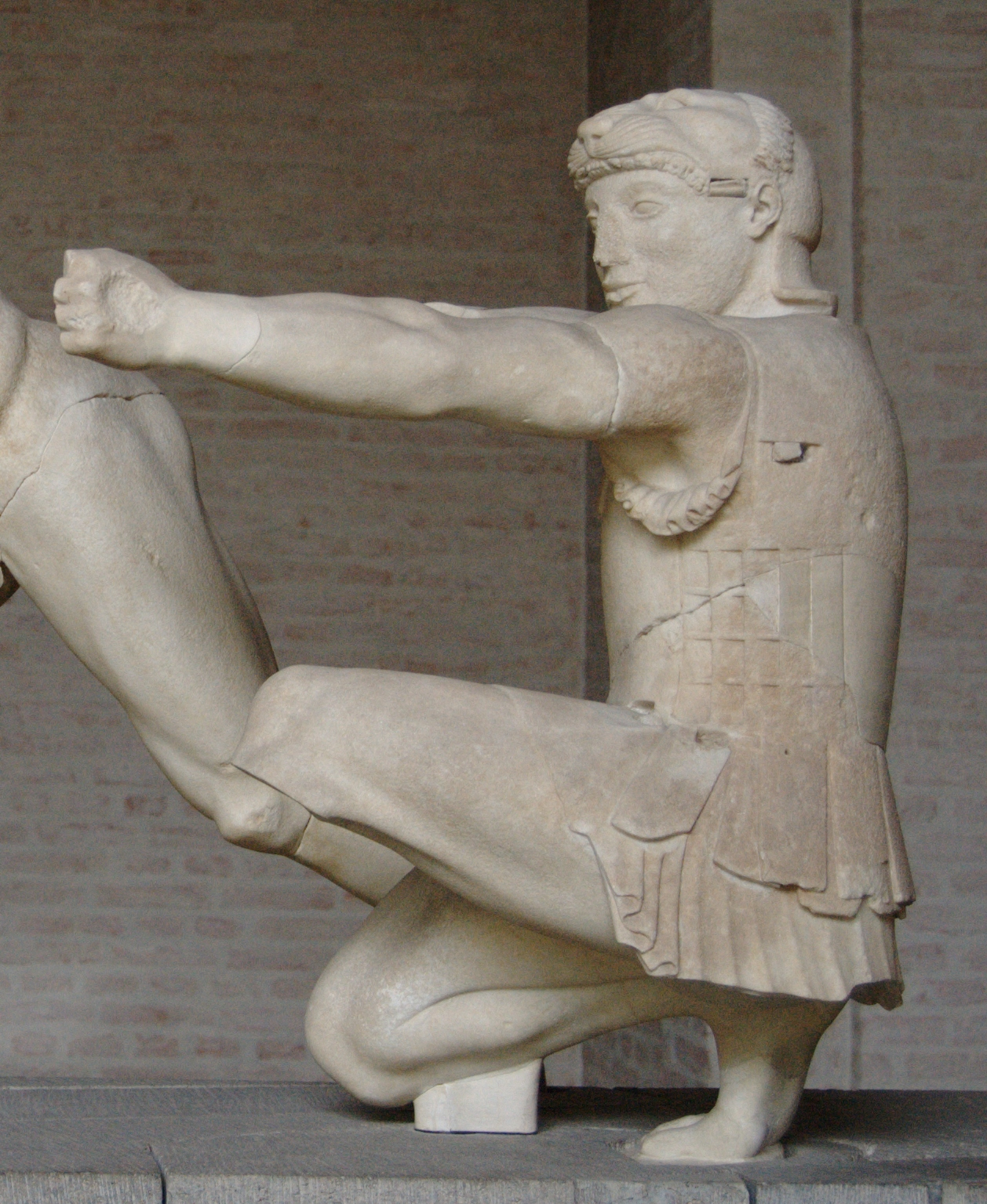
Figura de Hércules del frontón este del Templo de Afaya. Gliptoteca de Munich.
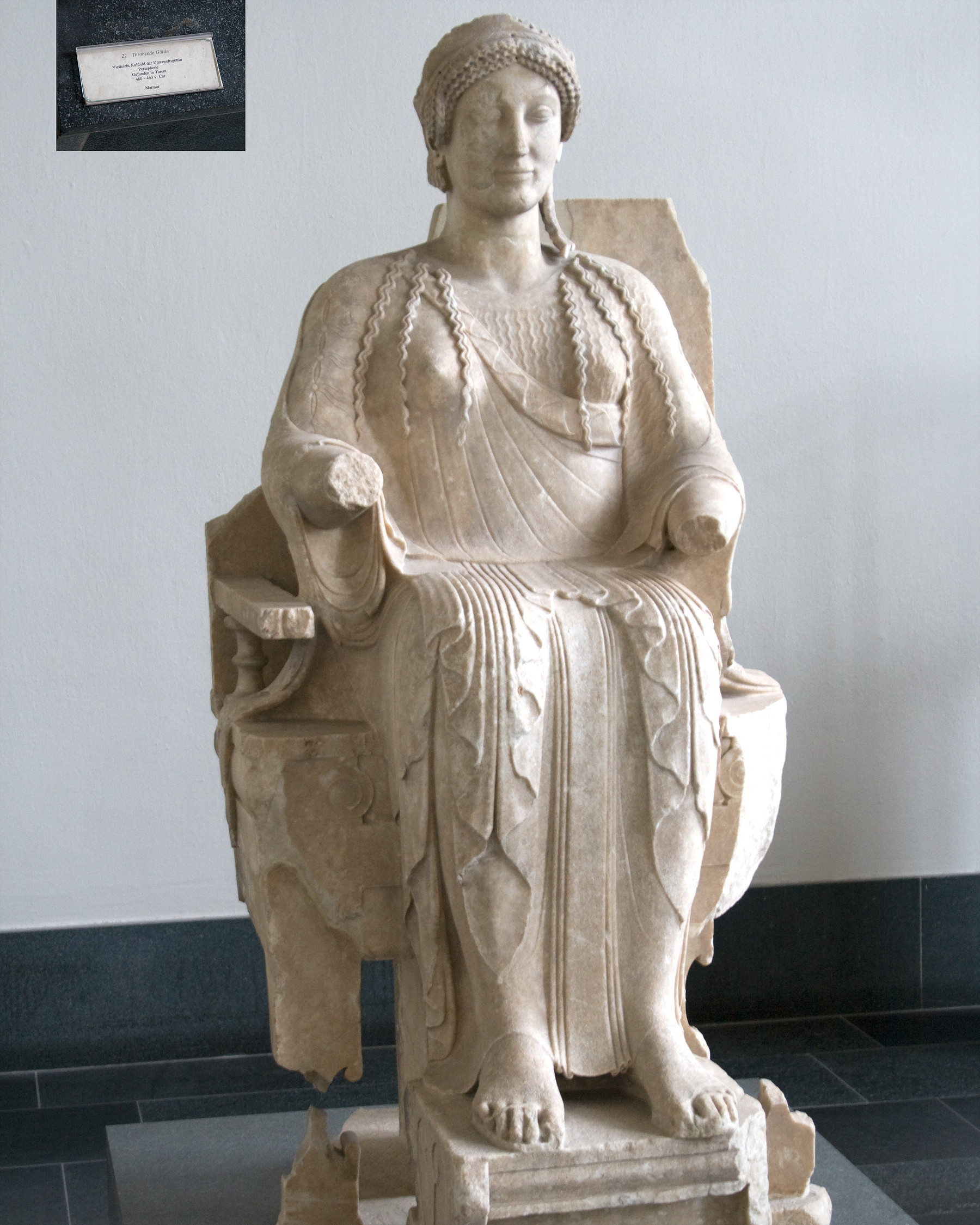
Diosa de Tarento[28] o Perséfone entronizada, ca. 460 a.C. Museo de Pérgamo.

### Citas y notas
1. ↑  Jeffrey M. Hurwitt, "The Kritios Boy: Discovery, Reconstruction, and Date", in: American Journal of Archaeology 93 (1989), pp. 41-80. For the destruction of the Athenian Acropolis generally: Martin Steskal, "Der Zerstörungsbefund 480/79 der Athener Akropolis" Eine Fallstudie zum etablierten Chronologygerüst, Hamburg 2004.
2. ↑  Der Kritios-Knabe: front view Side view Virtuelles Antiken Museum Image Ancient Greece Tufts Browser based, interactive low-res 3D scan of upper torso
3. ↑  Fries, fuente citada en Gustav Kramer (Philologe)
4. ↑  Der strenge Stil. Studien zur Geschichte der griechischen Klassik 480-450. Levin & Munksgaard, Kopenhagen 1937. Fuente citada en Vagn Poulsen
5. ↑  R. Thomas ‘’Athletenstatutten’’, 1981, resume las distintas propuestas
6. ↑  Junto a la encontrada en la villa Adriana de Tívoli, otras cabezas y torsos han sobrevivido. El estudio de Baiae nos permite darnos una idea de lo ajustadas que eran esas reproducciones romanas. Para el debate sobre el asunto, véase J. Boardman ‘’Greek Sculpture: The Classical Period’’, p.18
7. ↑  No es seguro si esta obra era parte del Perserschutt y por tanto fue sacado de la Acrópolis antes o después de la invasión persa. Véase BS Ridgway, Severe Style in Greek Art, 1970, p. 31-3, para el asunto de su cronología.
8. ↑  Severe Style in Greek Sculpture, fuente citada en Brunilde Sismondo Ridgway
9. 1 2 3  Bianchi Bandinelli, fuente citada en Atena e Marsia. Ficha en Gregoriano Profano - Museos Vaticanos
10. ↑  Renate Thomas resume los puntos de vista contrapuestos de este modo: 

The significance of the Late Archaic period remains unclear. Is it already a response to the awakening sense of personal value, which will then be held back during the Sever Style through a self-imposed discipline (Schefold), or has there developed, since the Late Archaic period, a new and freer spirit, which, however, becomes clearly visible only in the Severe or even in the Classical style (G. v. Lucken, E. Langlotz, B. Schweitzer)? Did the “Discovery of the Mind” in the sixth century produce two different effect (Schachermeyr), one of which produces new sets of laws through reflection upon traditional norms? Or does only the strong freedom of movement in the figurative art of the Late Archaic period, the self-confident recognition of personal individuality, go back to a change in the sixth century, while the causes of the “purified world of forms” of the Severe Style are others?
Atheletenstatutten, 1981, traducción al inglés de B.S. Ridgway, in Ridgway, Late Archaic Sculpture, p.2 in Greek Art, Archaic into Classical: A Symposium, 1985
11. ↑  "Olympia, Zeustempel, Westgiebel, Apollon", Virtuelles Antikenmuseum Göttingen. Fuente citada en Apollon of Olympia
12. ↑  Artehistoria
13. ↑  Mide 25 cm. en vertical, 12.5 en horizontal bajo las orejas y 22.8 de profundidad. Hans Schrader: Die Archaischen Marmorbildwerke der Akropolis (Textband). Klostermann, Frankfurt am Main 1939, pp 197ff. Nr. 302. Virtuelles AntikenMuseum Göttingen Archivado el 25 de mayo de 2011 en Wayback Machine.; Acropolis Museum.
14. 1 2  Museo Archeologico Nazionale di Reggio Calabria, fuente citada en Testa del Filosofo
15. ↑  Otros especialistas lo datan entre el 415 y el 385 a. C. The Porticello Bronzes Once Again  By Brunilde S. Ridgway  American Journal of Archaeology Vol. 114, No. 2 (April 2010), pp. 331–342
16. 1 2  Louvre, fuente citada en Apollo di Mantova
17. ↑  Beazley Archive
18. ↑  Richter, fuente citada en en:Temple E (Seliunute)
19. ↑  Imagen en Commons
20. ↑  Torlonia, fuente citada en en:Giustiniani Hestia
21. ↑  Ficha en el British Museum Archivado el 31 de diciembre de 2014 en Wayback Machine.. Frantz Image. Frantz Image
22. ↑  [layout=reproduktion_item&search[constraints][reproduktion][searchSeriennummer]=3304085 Aracne]
23. ↑  Gulaki, fuente citada en de:Nike (Paros)
24. ↑  Imagen en Commons
25. ↑  Cambridge (enlace roto disponible en Internet Archive; véase el historial, la primera versión y la última).
26. ↑  Ficha en el Louvre, donde se data a comienzos del siglo V a.C.
27. ↑  Haskell, fuente citada en Athena Giustiniani
28. 1 2  BlümelThronende Göttin von Tarent
29. ↑  Imagen en Commons, donde se da como ubicación el Museo Arqueológico de Esparta
30. ↑  Imagen
31. ↑  Imagen en Commons
32. ↑  British Museum, fuente citada en en:Choiseul-Gouffier Apollo
33. ↑  Imágenes en Commons
34. ↑  Museo Arqueológico Nacional de Atenas. Scala Archives Archivado el 4 de marzo de 2016 en Wayback Machine.
35. ↑  Imagen en Commons
36. ↑  Cambridge (enlace roto disponible en Internet Archive; véase el historial, la primera versión y la última).
37. ↑  Imagen en hellenicaworld
38. ↑  Aracne, fuente citada en Apollo di Kassel
39. ↑  «Fidias - Apolo Parnopios». Archivado desde el original el 2 de febrero de 2015. Consultado el 1 de febrero de 2015.
40. ↑  Venieri, fuente citada en Older Parthenon
41. ↑  Arguably High rather than Early Classical depending on date. If following R. Carpenter The Architects of the Parthenon, p.55 we accept the south metopes 13-20 are remnants of the Kimonian Parthenon (Dörpfeld's Parthenon II) then they belong to the end of the Severe period.
42. ↑  British Museum, fuente citada en en:Chatsworth Head
43. ↑  Zanker, fuente citada en de:Tiberapoll
44. ↑  Hermitage
45. ↑  Peploforos, peplophoros ("la que lleva el peplo"). Ficha en Arretinum Museum (indica que proviene de la villa Ludovisi). Véase también Campanian gardens - The Villa of the Papiri (Reconstructed in Malibu) - Five peplophori from the peristyle - Peplophoroi (enlace roto disponible en Internet Archive; véase el historial, la primera versión y la última).
46. ↑  Ficha en Cultura Italia. Protagonizó la exposición de 2015:Dei, eroi e atleti in tre capolavori del Museo Archeologico: Il Torso di Livorno, il Cratere dell'Oltretomba e la Coppa Corallina con l'Eros Orfico